# 金山良雄
金山 良雄（かなやま よしお、朝: 가나야마 요시오, 1933年8月12日 - ）は、株式会社ムラサキスポーツ代表取締役会長、JTJ宣教神学校理事長。恵友学園理事長。明治学院大学卒業。在日韓国人。

## 経歴
- 1933年 - 大阪市生まれ。
- 1968年 - スポーツ用品の販売店・紫商会を創業。
- 1973年 - ムラサキスポーツ設立。
- 1995年 - ゴードンコンウェル神学大学より名誉神学博士号授与。

## 現在
- 学校法人平澤大学理事長
- 国際ギデオン協会東京支部
- 株式会社ムラサキスポーツ代表取締役会長
- 日光オリーブの里理事長
- 宗教法人上野の森キリスト教会所属